# The Lee
The Lee est une paroisse civile et un village du Buckinghamshire, en Angleterre.